# الکس ادمندسون
الکس ادمندسون (اسپانیایی: Alex Edmondson‎؛ زادهٔ ۲۲ دسامبر ۱۹۹۳) یک دوچرخه‌سوار اهل استرالیا است.
وی در مسابقات کشوری و بین‌المللی در مجموع برنده ۴ مدال طلا، ۲ مدال نقره، ۱ مدال برنز شده‌است.